# Navicula endophytica
Espèce
Navicula endophytica est une espèce de diatomées endophytes de la famille des Naviculaceae.